# (267003) Burkert
(267003) Burkert  es un asteroide descubierto el 10 de agosto de 1978  por Lutz Dieter Schmadel desde el Observatorio de La Silla, Chile.

## Designación y nombre
Fue designado inicialmente como 1978 PF. Fue nombrado por Andreas M. Burkert (n. 1959) quien es profesor titular y catedrático de astrofísica computacional en la Universidad de Munich y, desde 2011, presidente de la Sociedad Astronómica de Alemania. Burkert es muy conocido por sus estudios sobre la evolución dinámica de galaxias, cúmulos estelares y materia oscura.

## Características orbitales
Burkert orbita a una distancia media del Sol de 3,178 ua, pudiendo acercarse hasta 2,244 ua y alejarse hasta 4,112 ua. Tiene una excentricidad de 0,294 y una inclinación orbital de 26,443° grados: emplea en completar una órbita alrededor del Sol 2069,72 días.
Los próximos acercamientos a la órbita de Júpiter ocurrirán el 3 de abril de 2112 y el 27 de abril de 2123.

## Características físicas
Su magnitud absoluta es 15,80.